# Анулуттхалат
Анулуттхалат (Чао Анувонг), также Сеттатират V (лаос. ເຈົ້າອານຸວົງສ໌; тайск. เจ้าอนุวงศ์; 1767, Вьентьян — 26 января 1829, Бангкок) — 6-й и последний король лаосского королевства Вьентьян (7 февраля 1805 — 12 ноября 1828).

## Биография
Родился в 1767 оду в Вьентьяне (Лаос). Младший (третий) сын Онга Буна (+ 1781), короля Вьентьяна (1767—1781).
В 1778 году сиамский король Таксин, опасаясь усиления Бирмы, решил захватить лаосские королевства. Сиамская армия под командованием будущего короля Рамы I ворвалась во Вьентьян и осадила столицу королевства. Король Онг Бун назначил своего старшего сына, принца Нантасена, командующим войском, которое должно было противостоять сиамцам. Однако столица не устояла, и Онг Бун сбежал в джунгли, а его сыновья Нантасен, Интавонг и Анувонг, а также дочь Кхамваен была взяты в заложники и вывезены в Тонбури. Туда же сиамцы вывезли символы королевской власти изумрудного Будда и Прабанга. Вьентьян попал в полную зависимость от Сиама.
В 1781 году после казни отца и восшествия на престол во Вьентьяне старший брат Нантасен (1781—1795) Интавонг был провозглашен упахатом (вице-королем), но он остался при сиамском дворе в качестве заложника.
В январе 1795 года король Вьентьяна Нантасен был обвинен в подготовке восстания. После этого сиамцы заключили в тюрьму и вывезли в свою столицу. Поскольку Нантасен не оставил наследников, трон занял его младший брат Интавонг (1795—1805). А бывший король Вьентьяна Нантасен умер в плену летом того же года.
После восшествия Интавонга на престол Анувонг был провозглашен упахатом (вице-королем). А после смерти брата в феврале 1805 года Анувонг занял трон королевства Вьентьян.

## Правление

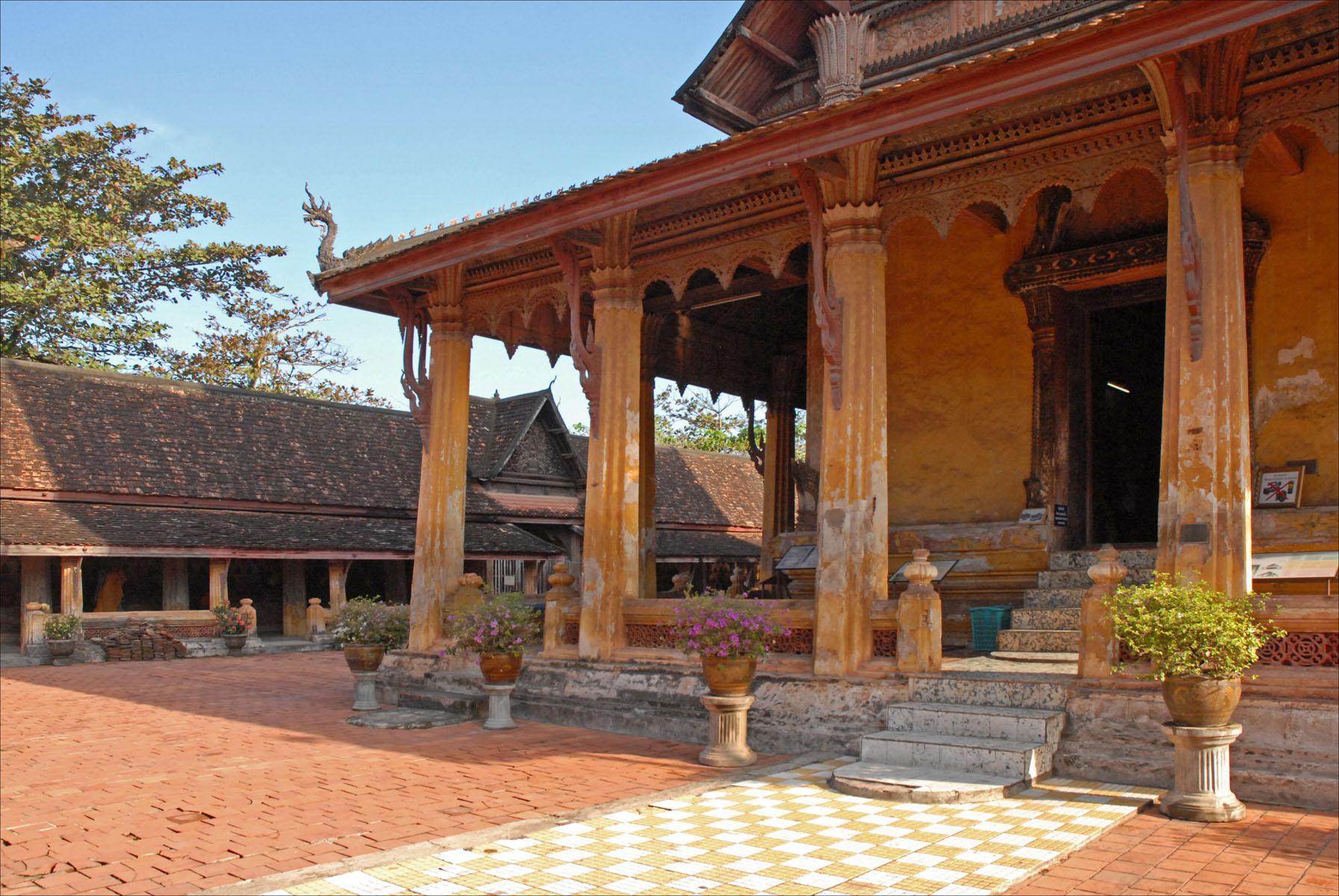
Буддийский храм Ват Сисакет, Вьентьян. Строительство завершено королем Анувонгом в 1824 году.

К 1813 году король начал ряд реформ в религиозной и традиционной областях, которые до сих пор считаются достаточно конраверсионными. Он созвал третью в лаосской истории санггу, решившую вырезать нового Изумрудного Будда — символ королевской власти. По приказу Анувонга был восстановлен храм Хопракео, а также построено несколько новых храмов в честь Изумрудного Будды. Кроме того, он приказал построить мост через широкий Меконг.
В 1819 году Анувонг принял участие в подавлении восстания в соседнем лаосском королевстве Тямпасак, во главе которого стоял харизматичный монах, заставивший тамошнего короля бежать в Бангкок. Войско Вьентьян возглавил сын Анувонга Нё, который быстро подавил беспорядки. Поскольку в тот момент король Тямпасаку умер, Рама II, правитель Сиама, назначил новым королем Нё, третьего сына Анувонга. Таким образом Анувонг сумел взять два из трех лаосских королевств под свой контроль. В 1820 году король приказал начать строительство храма Сисакет, который был завершен в 1824 году. Замысел Анувонга заключался в том, что если в том храме он будет принимать вассальную присягу, то тот, кто ее приносил, должен был повернуться спиной к Бангкоку.
Между тем в 1824 году умер король Сиама Рама II, и было непонятно, кто унаследует сиамский престол. Главных претендентов было двое: младший сын Рамы II и королевы Шри Суриендры Монгкут и старший сын короля от наложницы Чессадабодиндра. Кризис решился, когда принц Монгкут стал монахом, а его младший брат взошел на трон, взяв имя Рама III. Эти события в Сиаме, а также начало первой англо-бирманской войны заставили военных находиться в состоянии повышенной боевой готовности.
В разгар тех событий три лаосских монарха отправились в Бангкок на церемонию погребения короля Рамы II. Анувонг был поражен размахом проектов, которые начали реализовывать в своей стране Рама III, в частности строились каналы и храмы, вырубались сахарные пальмы и шла заготовка бамбука. Кроме того, Рама III приступил к проведению переписи населения, применяя при этом принудительную татуировку подданных. Тогда же произошел инцидент, во время которого пострадал сын Анувонга, из-за чего король прекратил паломничество и, соответственно, прервал ритуал поклонения семье Чакри.
Доподлинно неизвестно, решил ли Анувонг организовать восстание во время пребывания в Бангкоке, планировал ли это раньше и просто искал повод. В любом случае король Вьентьяна выдвинул свои требования к сиамскому двору, еще находясь во владениях Рамы III. В частности Анувонг потребовал возвращения во Вьентьян Изумрудного Будды, освобождения его сестры, которая была одной из наложниц покойного короля, а также возвращения лаосских семей, переселенных в Сарабури (современный Таиланд). Тайские историки утверждают, что к восстанию Анувонга подтолкнули личные мотивы, поскольку ни одно из его требований не было удовлетворено, однако размах беспорядков заставляет сделать вывод, что причины были более комплексными.

## Восстание
До 1826 года король Анувонг проводил военные приготовления. Его стратегия предусматривала три ключевых момента:
- реакция на кризис, вызванный принудительной татуировкой населения;
- вывод этнических лаосцев на территорию Вьентьяна, применяя тактику сожженной земли;
- одержание победы по дипломатическим путям, заручившись поддержкой со стороны Вьетнама, Китая или Великобритании.

Анувонг был убежден, что баланс баланс сил в Юго-Восточной Азии был не на стороне Сиама. Разделение двора в Бангкоке на фракции, военное присутствие британцев в соседней Бирме, рост влияния Вьетнама в камбоджийских провинциях, а также усиление недовольства в лаосских королевствах свидетельствовали о том, что власти Сиама ослабли. Также в 1826 году британцы прибыли в Бангкок для подписания Бернийских соглашений между Сиамом и Британской империей, и присутствие британского флота у сиамских берегов дало основания полагать, что вторжение неизбежно. Серьезнейшим просчетом Анувонга, впрочем, стала неверная оценка соотношения военной мощи Сиама и Вьентьяна. По крайней мере, с 1822 года Сиам закупал значительное количество современного огнестрельного оружия у британцев, имевших его избыток, образовавшийся после завершения наполеоновских войн.
В декабре 1826 года началось восстание Анувонга, который во главе 10-тысячной армии выступил в Каласин, следуя за сиамскими служащими, проводившими татуировку населения. В январе следующего года король Вьентьяна повел второе войско к Накхонратчасиме и сумел хитростью захватить город. Также военный контингент был откомандирован в Ломсак и Чайяпхум, имея целью выступление в Сарабури, чтобы вывести оттуда этнических лаосцев. Четвертая армия, которой командовал третий сын Анувонга Нё, отправилась на захват Убона. Те армии двигались под прикрытием ложных донесений и сообщений, будто о том, что Сиаму угрожают вторжение со стороны других его соседей.
Спланированные Анувонгом пути ухода на случай неудачи были заняты гражданскими поселениями. Вьентьянские полководцы медлили в поисках чиновников, проводивших татуировку, а сам король упустил более месяца, пытаясь отыскать губернатора Накхонратчасимы, ответственного за проведение переписи населения.
Неожиданно для Анувонга Сиам быстро организовал массивный контрудар, привлекая две армии, одна из которых отправилась из Сарабури, чтобы отбить Накхонратчасиму, другая же вышла на Ломсак. Силы Анувонга отступили к Нонгбуалампху, самой крепкой крепости на плато Корат, традиционно принадлежавшей наследным принцам Вьентьяна. После трехдневного штурма крепость сдалась, а войско Анувонга отступило на вторую линию обороны. В конце концов, гораздо слабые лаосцы были вынуждены отступать вплоть до самой своей столицы, после чего Анувонг, пытаясь спасти свою жизнь, бежал к границе с Вьетнамом.
В конце концов, сиамский генерал Прая Ратчасупавади захватил столицу. Он разграбил дворцы и разрушил оборонительные сооружения, однако он не трогал монастыри и оставил большую часть города неприкосновенной. После падения Вьентьяна властители Чиангмая, Лампанга, Лампхуна, Нана, Пхре и Луангпхабанга подтвердили свою присягу на верность Сиаму. Генерал еще несколько месяцев организовывал вывоз людей из столицы, конфискацию всего оружия и боеприпасов, после чего оставил небольшой гарнизон на берегу реки напротив пустого города и вернулся на плато Корат.
Тем временем Анувонг во главе 1-тысячного войска в сопровождении 100 вьетнамских наблюдателей вернулся в свою опустошенную столицу. Этот отряд преследовал цель исключительно проведения переговоров с Сиамом. Однако, узнав, что сиамцы построили в честь своей победы ступу с девятью шпилями, разозлился и переправился через Меконг, где разбил сиамский гарнизон из 300 воинов и убив около 40 из них. После этого король Сиама Рама III приказал своему генералу вернуться, разрушить Вьентьян и схватить Анувонга. Как следствие, короля вместе с его семьей взяли в плен и провели маршем до самого Бангкока, где Анувонг и умер в январе 1829 года.
Город Вьентьян был полностью разрушен, а его жители переселены. Разрушение было столь тщательным, что французские исследователи более тридцати лет не могли найти, где оно было. Лишь впоследствии они обнаружили развалины в джунглях. Остальные лаосские королевства, Тямпасак и Луангпхабанг, попали под усиленный контроль и ограничение вооружения, а плато Корат было фактически аннексировано Сиамом. Вместе с тем, в регионе усилилось противостояние между Сиамом и Вьетнамом, что привело к войне между этими государствами в 1830-х годах. После восстания Анувонга королевство Вьентьян прекратило свое существование, вместе с ним постепенно пришли в упадок и остальные лаосские владения. Как следствие, для заполнения политического вакуума на этих территориях была создана французская колония — Французский Индокитай.
У Анувонга было 27 сыновей и 7 дочерей.

## Наследие
Самым значительным наследием лаосского восстания Анувонга было влияние принудительного перемещения населения по всему региону. В результате войн и перемещений населения в восемнадцатом и девятнадцатом веках в настоящее время более 19 миллионов этнических лаосцев живут в районе Исан в Таиланде, а менее 6 миллионов живут в независимой стране Лаос.
Во время французского колониального периода Вьентьян был перестроен как столица Лаоса в преднамеренной попытке завоевать расположение и продемонстрировать французскую власть.
Историки и авторитетные лица написали несколько отчетов о сиамо-лаосском конфликте, многие из которых прямо противоречат друг другу. В частности, были популяризированы и, возможно, преувеличены рассказы о сиамских героинях Тхао Суранари (или «Леди Мо») и Кхуньинг Бунлеу. В 1930-х годах тайский фельдмаршал Пибун продвигал сиамские легенды в рамках политической и военной кампании по объединению всех тайских народов.
Сиамское правительство также назвало школы и музей в честь генерала-победителя. Однако современные лаосские националистические движения превратили Анувонга в героя, несмотря на то, что его восстание привело к концу королевства Лансанг, разрушению Вьентьяна и постоянному разделению лаосского народа между страной Лаос и лаосскоязычной страной. провинции северо-восточного Таиланда. Тем не менее его восстание считается моментом, когда укрепились лаосская национальность и идентичность. Ему приписывают существование современной страны Лаос, которая в противном случае могла бы быть полностью включена в состав Таиланда, как и соседнее королевство Тай Юан Ланна.

## Памятники

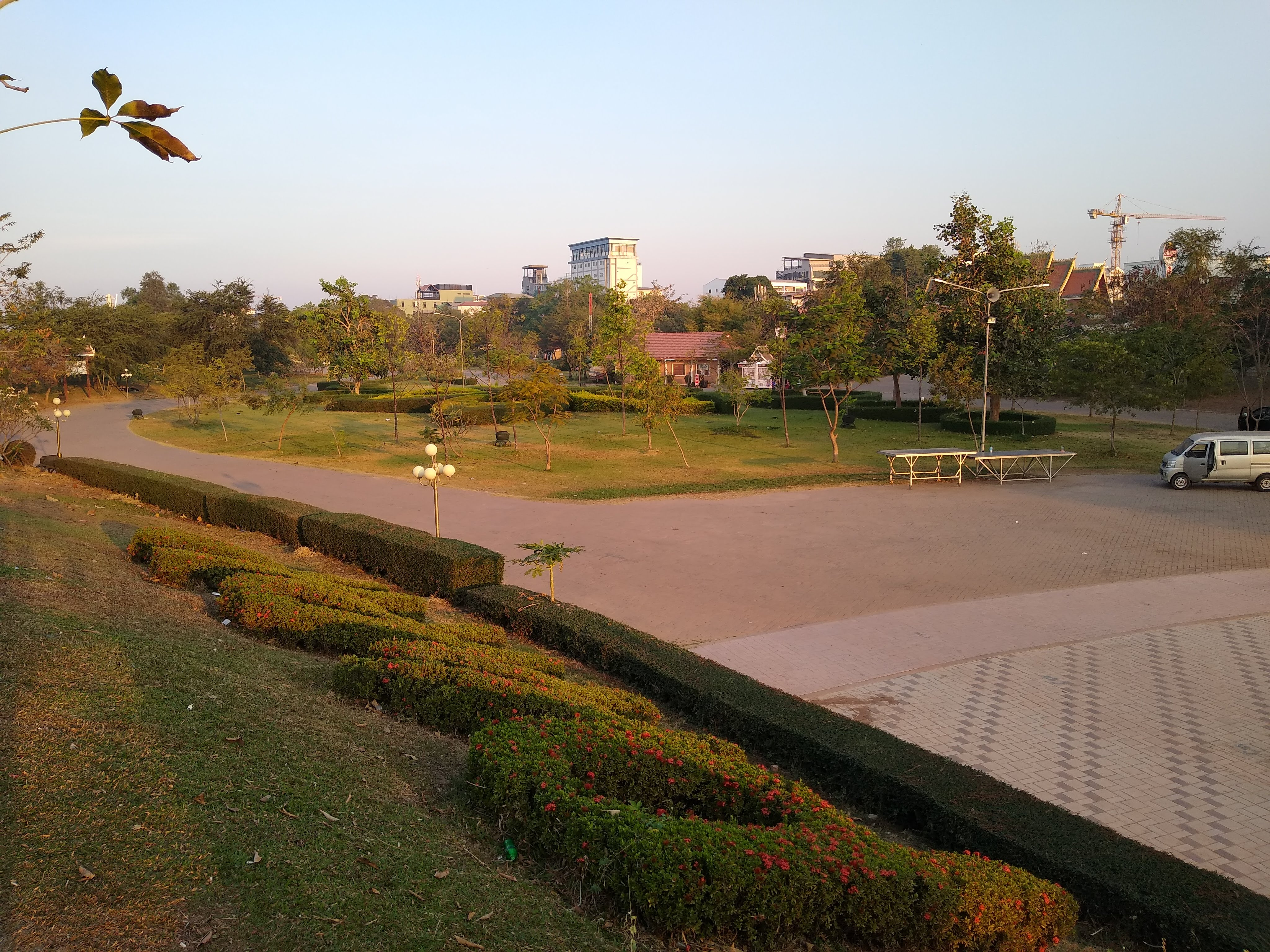
Парк Чао Анувонг во Вьентьяне

Анувонг приказал построить храм Ват Си Сакет во Вьентьяне, и его имя всегда будет связано с ним. Слон-хауда, которым он когда-то владел и пользовался, выставлен в Национальном музее Лаоса во Вьентьяне.
В 2010 году, чтобы совпасть с празднованием 450-летия Вьентьяна, правительство Лаоса создало парк Чао Анувонг с большой бронзовой статуей местного почитаемого правителя.